# Лосево (Стоянцевское сельское поселение)
Лосево — деревня в Кимрском районе Тверской области. Входит в состав Стоянцевского сельского поселения.

## География
Находится в юго-восточной части Тверской области на расстоянии приблизительно 33 км на запад-северо-запад по прямой от районного центра города Кимры в левобережной части района.

## История
Известна была с 1780-х годов как деревня из 9 дворов, бывшее церковное владение. В 1859 году здесь (деревня Корчевского уезда Тверской губернии) было учтено 9 дворов, в 1887 — 13.

## Население
Численность населения: 54 человека (1780-е годы), 54 (1859 год), 79 (1887), 7 (русские 100 %) 2002 году, 1 в 2010.